# Robert Erickson (compositor)
Robert Erickson   (Marquette, 7 de març de 1917 - San Diego, 24 d'abril de 1997) va ser un compositor nord- americà.

## Primers passos
Va estudiar amb Ernst Krenek entre 1936-1947: "Jo ja havia estudiat —i havia abandonat— el sistema de dotze tons abans que la majoria dels altres nord-americans l'haguessin adoptat". Va influir en estudiants notables Morton Subotnick, Pauline Oliveros, Terry Riley i Paul Dresher. També és autor de L'estructura de la música: una guia de l'oient, que afirmava que l'ajudava a superar una "obsessió contrapuntística",i Sound Structure in Music (1975), un important intent inicial per estudiar sistemàticament el timbre en la música.

Va ensenyar al "College of St. Catherine de St. Paul", Minnesota, al "San Francisco State College", a la Universitat de Califòrnia, Berkeley i al Conservatori de San Francisco. Amb el compositor Wilbur Ogdon, va fundar el departament de música a la Universitat de Califòrnia, San Diego el 1967: "Vam decidir que volíem un departament on els compositors poguessin sentir-se com a casa, com els erudits se senten a casa en altres escoles". Va estar allà on va conèixer artistes com el baixista Bertram Turetzky, el trompetista Edwin Harkins, el flautista Bernhard Batschelet i el cantant Carol Plantamura: "Podria anar a Bert o Ed, amb alguna cosa que havia escrit i preguntar-li" Ei, pots fer això?" I rebria una resposta immediata. Va ser un moment fabulós per a l'alimentació creuada". També va ajudar a posar en marxa el "San Francisco Tape Music Center". Pauline Oliveros, entre d'altres, elogia el seu ensenyament:
| « | <Robert Erickson va ser el meu professor principal de composició de 1954 a 1960 i el meu mentor professional. El seu ensenyament va ser notable per ajudar-me a treballar a la meva manera, com va fer amb tots els seus estudiants. La seva actitud en l'ensenyament de la composició no tenia sexisme ni racisme. Era ètic. La seva delícia va ser ajudar els altres a ser creatius i professionals en la composició del que sigui [ sic ] l'estil. Erickson era hàbil a l'hora d'extreure les millors habilitats dels seus estudiants. Va ser incansable en la seva investigació sobre la música i tenia molts consells i indicacions sobre recursos musicals rellevants, sempre útils i específics. La seva guia va ser inestimable per a mi i per als meus companys (tots homes). Cap de nosaltres no semblava igual en les nostres composicions, tot i que ens agradava i admiràvem els treballs dels altres.> | » |

 Erickson va ser un dels primers compositors nord-americans a crear cinta musical: "Si arribes al fons del que fan els compositors, crec que el que fan i han fet sempre els compositors és compondre el seu entorn en algun sentit. Així que entenc un petit ascensor especial sobre treballar amb sons ambientals". També ha utilitzat instruments inventats com ara barres per acariciar, usades en Taffy Time, Cardinitas 68 i Roddy (composició de cinta electrònica), tambors de tubs, utilitzats en Cradle, Cradle II i Tube Drum Studies, i la Percussion Loops Console dissenyat amb Ron George, utilitzat en Percussion Loops.
Molts artistes de la facultat de la UCSD apareixen en el seu llançament del 1991 de CRI Robert Erickson: Sierra & Other Works (CD 616), interpretant obres escrites per a ells i amb ells:
- Kryl (1977), Harkins, que porta el nom del cornetista itinerant Bohumir Kryl. De tant en tant, la peça crea una connexió entre el cant i el joc.
- Ricercar À 3 (1967), Turetzky. Per a baix solista en directe i en dues pistes de cinta.
- Postals (1981), Plantamura i el llaütista Jürgen Hübscher.
- Dunbar's Delight (1985), timpanista Dan Dunbar. Peça virtuosa en solitari per a timbals.
- Quoq (1978), flautista John Fonville. Amb el nom de "Finnegans Wake".
- Sierra (1984), baríton Philip Larson, SONOR Ensemble dirigit per Thomas Nee. Encàrrec de Thomas Buckner .

També té un àlbum Pacific Sirens a "New World Records".
Va escriure a Ricercar un 5 per a Trombons per a Stuart Dempster. La peça utilitza imitació barroca, a més de cantar, xiular, fanfàrries, diapositives i altres tècniques extenses.
Va rebre diverses beques Yaddo als anys cinquanta i seixanta, una beca Guggenheim el 1966, una beca Ford Foundation, va ser elegit becàri de l'Institut d'Arts Creatives de la Universitat de Califòrnia el 1968 i el seu quartet de corda Solstice va guanyar el 1985 el "Friedham Premi" a la música de cambra. Hi ha dos llibres sobre la vida i la música d'Erickson: Thinking Sound Music: The Life and Work of Robert Erickson de Charles Shere i Music of Many Means: Sketches and Essays on the Music of Robert Erickson de Robert Erickson i John MacKay.
Va patir una malaltia muscular malgastant, polimiositis, i va estar dormit al llit i va patir dolor durant quinze anys abans de la seva mort, tot i que el seu darrer treball va ser Music for Trumpet, Strings, and Tympani (1990).

## Enregistraments
- American Classics - A Continuum Portrait Vol 9 - Erickson: Impressions recents, cançons, volant alt, música d'estiu. Naxos 8.559283
- Robert Erickson: Pacific Sirens. New World Records 80603
- Robert Erickson: Kryl, Ricercar, Postals, Dunbars Delight. CRI 616
- Robert Erickson: Aurores. New World Records 80682
- Robert Erickson: completar quartets de corda. New World Records 80753
- Robert Erickson: Duo, Fives, Quintet, Trio. New World Records 80808